# 森本三男
森本 三男（もりもと みつお、1930年6月26日 - ）は、日本の経営学者。青山学院大学名誉教授。経営学博士（1997年、名古屋大学にて取得）。

## 経歴
満州国旅順生まれ。1953年山口大学経済学部を卒業。1955年一橋大学大学院商学研究科修士課程修了、横浜市立大学助手、1960年同大学講師、1961年同大学助教授、1971年同大学教授を経て、1984年青山学院大学国際政治経済学部教授に就任。1997年「企業社会責任の経営学的研究」で、名古屋大学にて経営学博士。1999年退職。同大学名誉教授となる。白鷗大学教授に就任。1993年藍綬褒章受章。1996年横浜市功労者表彰。2010年瑞宝中綬章受勲。

## 著書
- 『経営組織論 課題と展開』森山書店 経営学叢書 1970
- 『経営組織論 系譜と基本問題』丸善 経営学全書 1975
- 『経営学の原理』中央経済社 1978
- 『公認会計士二次試験講座 5 経営学』中央経済社 1978
- 『経営学入門』同文館出版 経営学入門シリーズ　1982
- 『経営組織論』放送大学教育振興会 1987
- 『企業社会責任の経営学的研究』白桃書房 1994
- 『経営学』放送大学教育振興会 1995
- 『現代経営組織論』学文社 1998

### 共編著
- 『日本企業の経営活力』編著 中央経済社 1984
- 『入門経営学』山城章共編著 実教出版 1984
- 『最新経営学基礎講座 3 経営組織』編著 中央経済社 1985
- 『経営戦略百科 1　経営者の基本戦略』責任編集 ぎょうせい 1988
- 『経営管理』編著 放送大学教育振興会 1990
- 『実践経営の課題と経営教育』編著 学文社 日本経営教育学会創立20周年記念論文集 1999
- 『多次元的経営環境と経営教育』編著 学文社 日本経営教育学会創立20周年記念論文集 1999
- 『日本的経営の生成・成熟・転換』編著 学文社 1999

### 翻訳
- ジェームズ・プライス『組織効率』産業能率短期大学出版部 1970
- ケネス・J.アルバート編『トップマネジメントと経営組織』責任監訳 日本生産性本部 1983

## 論文
- ＜森本三男